# Daniel Vallejos
Luis Daniel Vallejos Obregón (Nicoya, 1981. május 27. –) Costa Rica-i válogatott labdarúgó.

## Pályafutása

### Klubcsapatban
Pályafutása során szerepelt a Herediano (2000–08), a Puntarenas FC (2009, 2014–16), a Santos de Guápiles (2010–12), a Guanacasteca (2012–13), guatemalai Deportivo Ayutla (2013–14) és a Municipal Grecia (2016–18) csapatában. 

### A válogatottban
2002 és 2003 között 15 alkalommal szerepelt a Costa Rica-i válogatottban. Bemutatkozására 2001 novemberében került sor egy Jamaica elleni világbajnoki-selejtező alkalmával. Részt vett a 2002-es világbajnokságon, de nem kapott lehetőséget egyetlen mérkőzésen sem. Tagja volt a 2001-es U20-as világbajnokságon, a 2003-as CONCACAF-aranykupán és a 2004. évi nyári olimpiai játékokon szereplő válogatott keretének is.

## Külső hivatkozások
- Daniel Vallejos adatlapja a National-Football-Teams.com oldalon (angolul)

- Daniel Vallejos (angol nyelven). FootballDatabase.eu
- Daniel Vallejos (német nyelven). kicker.de
- Daniel Vallejos adatlapja a worldfootball.net oldalon (angolul)
- Daniel Vallejos profilja az Olympedia oldalán (angolul)